# Елизово (Могилёвская область)
Ели́зово (бел. Ялі́зава) — рабочий посёлок в Осиповичском районе Могилёвской области Беларуси. Административный центр Елизовского сельсовета. Расположена станция для поездов. Маршруты Минск—Могилёв. Расположен проезд для поездов со стеклозавода Елизово.
Численность населения — 1 958 человек (на 1 января 2025 года).

## География
Расположен на реке Березина (приток Днепра), в 28 км на северо-восток от Осиповичей, в 106 км от Могилёва.
Железнодорожная станция на линии Могилёв—Осиповичи.

## Население
Численность населения — 1 958 человек (на 1 января 2025 года). Численность населения — 2 024 человек (на 1 января 2023 года).
| Численность населения с 1939 года:                                                              |
| Графики недоступны из-за технических проблем. См. информацию на Фабрикаторе и на mediawiki.org. |

| Год            | 1939 | 1959  | 1970  | 1979  | 1989  | 2006  | 2018  | 2020  | 2023   | 2025   |
| -------------- | ---- | ----- | ----- | ----- | ----- | ----- | ----- | ----- | ------ | ------ |
| Население чел. | 4502 | ▼2538 | ▲3208 | ▲3371 | ▲3438 | ▼2803 | ▼2459 | ▼2200 | ▼2 024 | ▼1 958 |

По переписи населения 1939 года, из 4502 жителей Елизово 2590 были белорусами (57,5%), 673 — поляками, 630 — русскими, 303 — евреями, 213 — украинцами.

## История
В XIX веке был построен дворец, и заложено поместье, которое получило название Елизово от имени владелицы Елизаветы Великопольской.
К 1900 году сформировался посёлок.
Построен лесопильный завод, в 1912 — стеклозавод.
В начале XX века — в составе Свислочской волости Бобруйского уезда.
С 1924 — в составе Свислочского, с 1931 — Осиповичского района.
С 15 июля 1935 года — рабочий посёлок.
С 1962 в составе Бобруйского, с 1965 — Осиповичского района.

## Экономика

### Промышленность
- СЗАО «Стеклозавод Елизово» (крупнейший в стране производитель стеклотары)[15]. Завод действует с 1913 года, специализируется на производстве массовой тары — бутылок и банок от 0,1 л до 4 л. В 2013 году было произведено 241,2 млн шт консервной стеклотары в полулитровом исчислении и 85,3 млн бутылок, 39,4% продукции поставлено на экспорт. В 2013 году на предприятии работало 623 человека[16]. В 2018 году, после смены собственника и банкротства, Елизовский стеклозавод был присоединён к Гродненскому.
- Предприятия пищевой промышленности.

## Культура
- Дом культуры
- Музей ГУО "Елизовская средняя школа"

## Достопримечательность
- Братская могила
- Воинский мемориал жертвам фашизма
- Храм
- Памятник Герою Советского Союза С. В. Петялину

### Туризм
В Осиповичах имеется экскурсионный туристический маршрут: д. Вязье — д. Свислочь — р. п. Елизово